# Солнечное затмение 10 мая 2013 года
Солнечное затмение 10 мая 2013 года — кольцеобразное солнечное затмение 138 сароса, которое можно было наблюдать в Австралии и акватории Тихого океана. Частные фазы затмения были видны также в Индонезии, на Филиппинах и в Новой Зеландии.
Затмение можно было наблюдать как кольцеобразное в малонаселенных районах северной Австралии, на юго-восточной оконечности о. Новая Гвинея, на Соломоновых островах и островах Кирибати. С 00:11 по 00:17 UTC (12:11 — 12:17 по местному времени) кольцеобразное затмение прошло над столицей Кирибати Южной Таравой.